# Смоленский рынок (Москва)
Смоленский рынок — рынок в Москве, известный с XVII в., занимавший часть Садового кольца (Смоленская площадь — Проточный переулок).

## История
В 1820 г. был снесен Земляной вал и засыпан ров, тогда на пересечении Арбата и Смоленской дороги с Земляным валом образовалась большая площадь. Там появился толкучий рынок, вскоре названный Смоленским.
В середине XIX века здесь по воскресеньям можно было купить коллекции минералов, старинные вещи, старые инструменты, книги, домашнюю посуду и украшения.
В 1875 году Городская дума построила в центре площади большое двухэтажное здание, оно предназначалось для продажи в нем мяса, овощей и других съестных продуктов, которые быстро портились. Однако в здании не хватило места для всех торговцев, и им все равно приходилось продавать товар с рук. В домах, чьи фасады выходили на площадь, открывались лавки, трактиры и пивные.
В 1917—1920 годах на Смоленском рынке среди продавцов появились бывшие аристократы, избавлявшиеся от старых вещей. На рынке появился «французский ряд», где торговали старые барыни, разговаривавшие по-французски.
Советская власть ликвидировала Смоленский рынок в середине 1920-х годов. На его месте в 1928 году был построен большой пятиэтажный универмаг по проекту архитектора В. А. Маята. Сейчас в нем находится магазин «Гастроном».

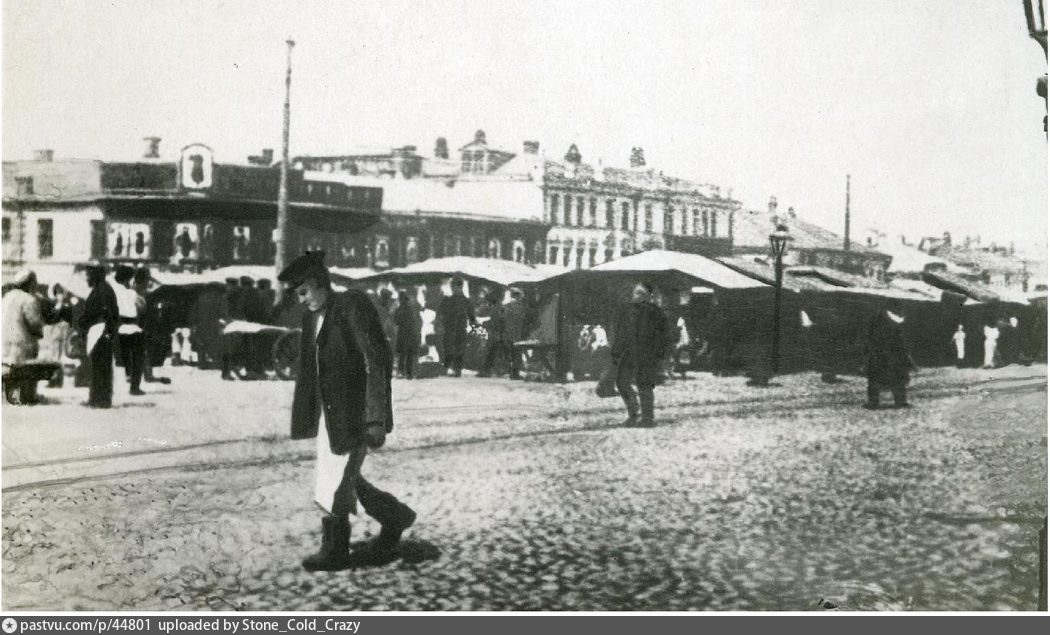
Смоленский рынок, 1890 г.
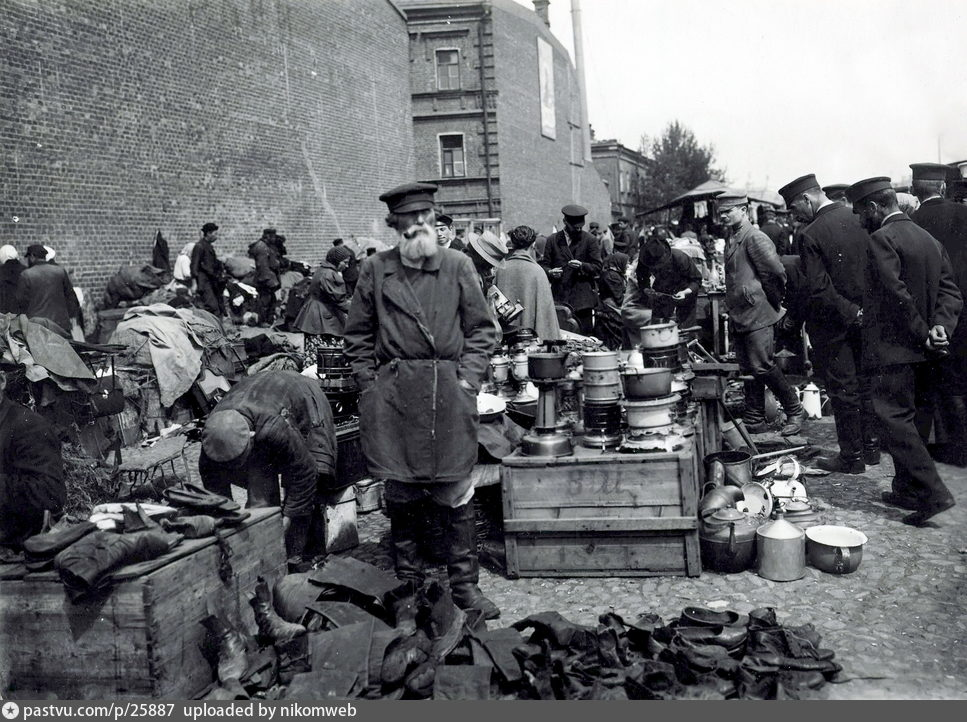
Смоленский рынок, 1904 г.
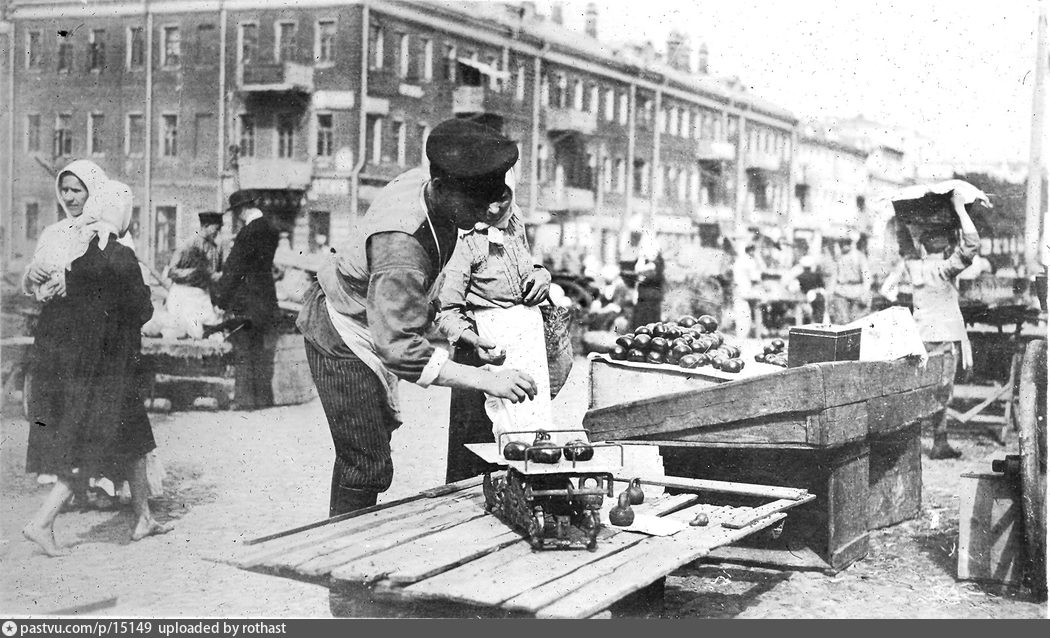
Смоленский рынок, 1917 г.